# Conanthera bifolia
Espèce
Conanthera bifolia est une espèce de plantes à fleurs de la famille des Tecophilaeaceae. Comme tous les autres membres du genre Conanthera, l'espèce est endémique au Chili. Il est présent depuis Valparaíso jusqu'aux régions de l'Araucanie,.
C'est un géophyte tubéreux qui pousse principalement dans le biome subtropical.

## Systématique
Le nom correct complet (avec auteur) de ce taxon est Conanthera bifolia Ruiz & Pav..
Conanthera bifolia a pour synonymes :
- Conanthera passeriflora f. coelestis Ravenna
- Conanthera passeriflora f. immaculata Ravenna
- Conanthera passeriflora f. lilacina Ravenna
- Conanthera passeriflora f. melananthera Ravenna
- Conanthera passeriflora f. nocticolor Ravenna
- Conanthera passeriflora Ravenna
- Cummingia andica Raf.
- Sisyrinchium illmu Molina